# Boiga cynodon
Boiga cynodon е вид змия от семейство Смокообразни (Colubridae). Видът не е застрашен от изчезване.

## Разпространение
Разпространен е в Бруней, Индонезия (Бали, Калимантан, Суматра и Ява), Малайзия, Сингапур, Тайланд и Филипини.

## Описание
Продължителността им на живот е около 9,6 години. Популацията на вида е стабилна.